# أحمد عمران (جزيرة مينو)
أحمد عمران (بالفارسية: احمدعمران) هي منطقة سكنية تقع في إيران في قسم جزيرة مينو الريفي. يقدر عدد سكانها بـ 494 نسمة .